# Кукушка (Челябинская область)
Куку́шка — село в Пластовском районе Челябинской области России. Входит в состав Демаринского сельского поселения.

## География
Посёлок находится в лесостепной части области. Возле посёлка протекает река Увелька. Расстояние до центра района города Пласта 33 км.

### Уличная сеть
- Заречная,
- Набережная,
- Холмистая.

## Топоним
Название появилось в результате неправильного произношения фамилии первопоселенца Кокушкина.

## История
Село основано около 1752 году государственными крестьянами Верхнеяицкой крепости.
В 1929 году организован колхоз имени Кирова.

## Население
| 2002 | 2010 |
| ---- | ---- |
| 136  | ↘110 |

## Инфраструктура
- Отделение совхоза «Пластовский»,
- клуб.

## Транспорт
Начальный пункт региональной автодороги 75К-370 Кукушка — автодорога Пласт — Демарино — Старый Кумляк протяжённостью 5,851 км.
Посёлок связан грунтовой дорогой с центром сельского поселения селом Демариным (15 км).